# Distretto di Menemen

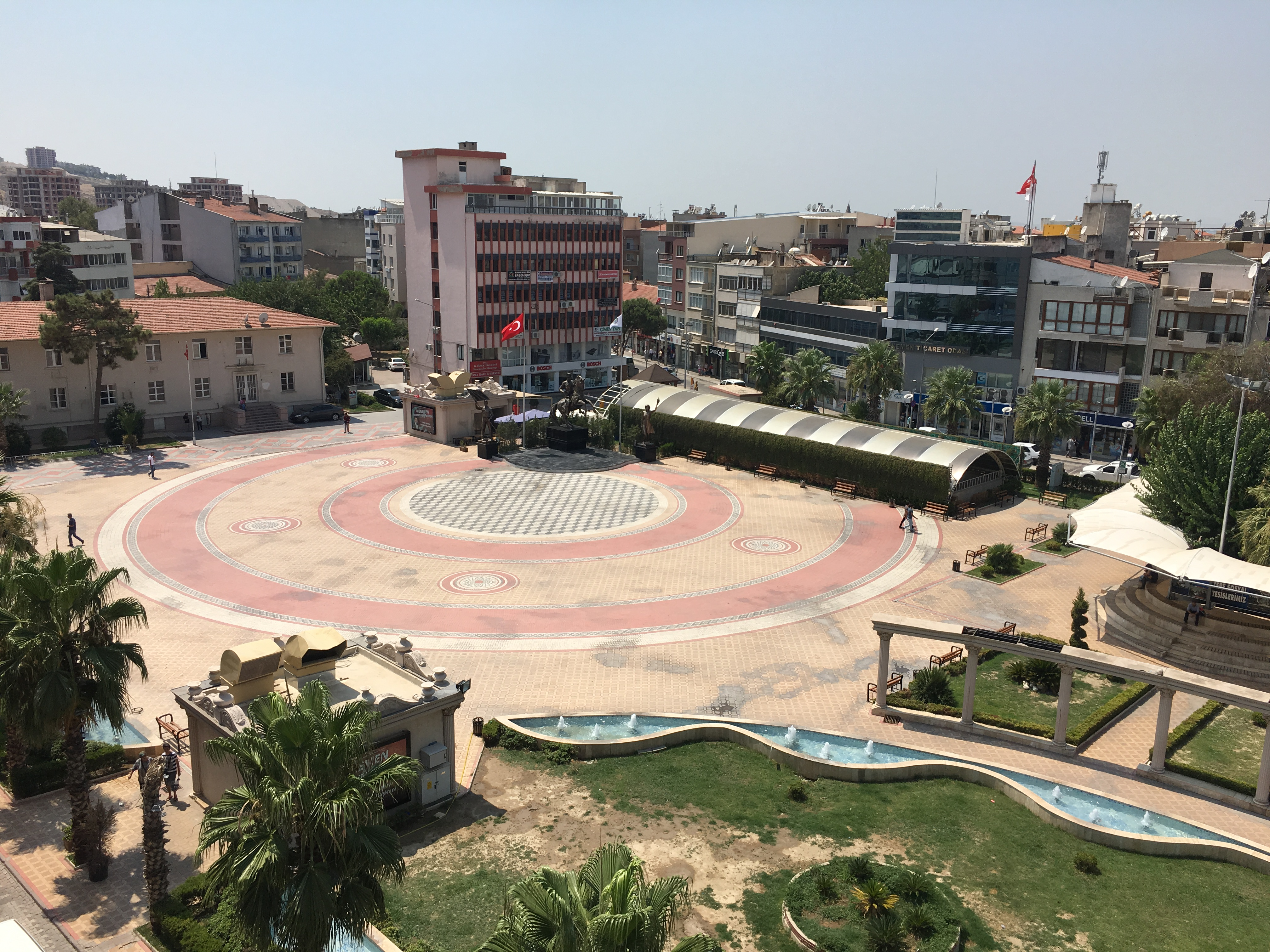
A view of Republic Square in Menemen

Il distretto di Menemen (in turco Menemen ilçesi) è uno dei distretti della provincia di Smirne, in Turchia.